# Stadion FK Mińsk
Stadion FK Mińsk – stadion piłkarski w Mińsku, stolicy Białorusi. Jego budowa rozpoczęła się w grudniu 2011 roku, a otwarcie nastąpiło 7 maja 2015 roku. Może pomieścić 3000 widzów. Swoje spotkania rozgrywają na nim piłkarze klubu FK Mińsk. Obiekt powstał w miejscu byłego stadionu Kamwolszczik, wybudowanego na przełomie lat 50. i 60. XX wieku.